# Markus Lüpertz

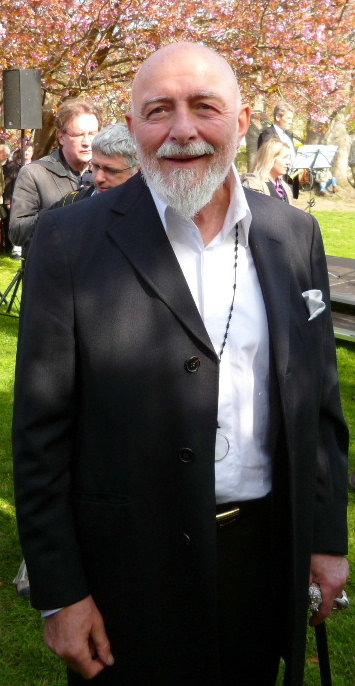
Lüpertz in 2014

Markus Lüpertz (Reichenberg (Bohemen), 25 april 1941) is een Duitse hedendaagse kunstschilder en beeldhouwer. 
Lüpertz was twintig jaar directeur van de Kunstacademie Düsseldorf. In de jaren 1960 werkte hij voornamelijk in Berlijn. In de jaren 70 werd hij hoogleraar in Karlsruhe op de Academie voor Schone Kunsten Karlsruhe en vervolgens in Düsseldorf.  
Tijdens zijn vroege carrière als schilder, won hij in 1970 de prijs van Villa Romana en in 1971 de prijs van de Duitse Vereniging van Critici.  
Hij maakte dithyrambische schilderijen en exposeerde die in 1965, gevolgd door het Dithyrambisch manifesto. Hij is van grote invloed geweest op het ontstaan van het neo-expressionisme. Sinds 1981 maakt hij ook beeldwerken.

## Tentoonstellingen (selectie)
- Diverse tentoonstellingen in de Michael Werner Galerie in New York[1]
- Markus Lüpertz, veelzijdige expressie uit de verzameling Würth van 17 januari t/m 25 september 2011 in Kunstlocatie Würth in Den Bosch[2]

- Bibsys: 90158769
- Biblioteca Nacional de España: XX996442
- Bibliothèque nationale de France: cb12621942j (data)
- Catàleg d'autoritats de noms i títols de Catalunya: 981058510299006706
- CiNii: DA00761550
- Gemeinsame Normdatei: 118575082
- International Standard Name Identifier: 0000 0003 8243 4576
- Library of Congress Control Number: n50047320
- Nationale Bibliotheek van Letland: 000218560
- MusicBrainz: bf5c1f2a-c7a9-4fde-802d-507c4aae9463
- National Gallery of Victoria: 24844
- Nationale Bibliotheek van Tsjechië: js20020122064
- Nationale bibliotheek van Australië: 36559565
- Nationale Bibliotheek van Israël: 987007432481405171
- Nederlandse Thesaurus van Auteursnamen: 069511829
- Réseau des bibliothèques de Suisse occidentale: 02-A003539918
- RKD-Nederlands Instituut voor Kunstgeschiedenis: 51242
- Système universitaire de documentation: 066900115
- Trove: 1292381
- Union List of Artist Names: 500047407
- Virtual International Authority File: 265272891